# PINK!
PINK! is de jongerenbeweging van de Nederlandse Partij voor de Dieren. De jongerenbeweging telt 2164 leden (op 23 april 2021).

## Oprichting en bestuur
Op 12 september 2006 werd deze politieke jongerenbeweging gelanceerd met een landelijke abripostercampagne op stations van de Nederlandse Spoorwegen. De doelgroep van de beweging bestaat uit Nederlandse jongeren tussen de 14 en 31 jaar die zich betrokken voelen bij een diervriendelijk beleid binnen de Nederlandse politiek. Voorzitters zijn Peter Boogaard tijdens de oprichting, Eva Akerboom tussen 2013 en 2016, Sebastiaan Wolswinkel tussen 2016 en 2019. Van 2019 tot 2020 zwaaide Benjamin van Sterkenburg met de scepter, tot hij werd opgevolgd door Xenia Minnaert. Xenia Minnaert werd op het najaarscongres van 2022 herkozen als voorzitter en begon daarmee aan haar tweede termijn. Op het voorjaarscongres van 2024 trad Xenia af en werd opgevolgd door Manuela Rot. Op het najaarscongres van 2024 werd Bob Steenmeijer verkozen tot nieuwe voorzitter van de vereniging.

## Naamgeving
Het woord pink waarvan de naam PINK! is afgeleid, betekent "eenjarig rund". Een pink is een rund dat geen kalf meer is, maar dat wel nog volwassen moet worden. Deze naam was gekozen op een moment waarop het partijlogo van de Partij voor de Dieren een koe afbeeldde.

## Activiteiten
PINK! probeert jongeren te betrekken bij de diervriendelijke politiek. PINK! organiseert acties, informatieve uitjes, politieke trainingen voor leden en sluit zich regelmatig aan bij gezamenlijke initiatieven met andere organisaties.
Tijdens de verkiezingscampagnes van de Partij voor de Dieren is PINK! ook actief. In 2010 manifesteerde PINK! zich onder meer door dierensnuitjes te plakken op verkiezingsborden en door de lancering van de website www.verlosonsvanhetcda.nl. De site vormde een openbare aanklacht met honderd redenen om niet op het CDA te stemmen. Tijdens de Europese verkiezingen in 2014 liet PINK! onder meer opblaasdolfijnen los in de Hofvijver uit protest tegen de door de Europese Unie goedgekeurde jacht op grienden door Denemarken.

## Organisatie
PINK! heeft een landelijk bestuur dat uit ten minste drie en ten hoogste en idealiter zeven bestuursleden bestaat: een voorzitter, secretaris, penningmeester en vier algemeen bestuursleden. Deze bestuursleden worden gekozen op de Algemene Ledenvergadering, die twee keer per jaar georganiseerd wordt en voor alle leden gratis toegankelijk is.
Er zijn 8 afdelingen actief binnen PINK!: Gelderland, Limburg, Utrecht, Noord-Brabant, Noord-Holland, Noord-Nederland, Overijssel en Zuid-Holland. Daarnaast zijn er vaste commissies en activiteitencommissies. Zo kent PINK! een denktank die zich buigt over ingewikkelde thema's en standpuntenbepaling, een commissie voor het project Dierproefweigeraars en wordt de buitenlandexcursie jaarlijks georganiseerd door een commissie.